# Sant Bausiri (Alt Loira)
Saint-Beauzire és un municipi francès situat al departament de l'Alt Loira i a la regió d'Alvèrnia-Roine-Alps. L'any 2007 tenia 311 habitants.

## Demografia

### Població
El 2007 la població de fet de Saint-Beauzire era de 311 persones. Hi havia 122 famílies de les quals 28 eren unipersonals (12 homes vivint sols i 16 dones vivint soles), 31 parelles sense fills, 47 parelles amb fills i 16 famílies monoparentals amb fills.
La població ha evolucionat segons el següent gràfic:
Habitants censats

### Habitatges
El 2007 hi havia 178 habitatges, 122 eren l'habitatge principal de la família, 31 eren segones residències i 24 estaven desocupats. 174 eren cases i 3 eren apartaments. Dels 122 habitatges principals, 97 estaven ocupats pels seus propietaris, 23 estaven llogats i ocupats pels llogaters i 2 estaven cedits a títol gratuït; 7 tenien dues cambres, 14 en tenien tres, 26 en tenien quatre i 76 en tenien cinc o més. 73 habitatges disposaven pel capbaix d'una plaça de pàrquing. A 41 habitatges hi havia un automòbil i a 72 n'hi havia dos o més.

### Piràmide de població
La piràmide de població per edats i sexe el 2009 era:
| Homes | Edats   | Dones |
| ----- | ------- | ----- |
| 0     | 95 o +  | 0     |
| 0     | 90 a 94 | 0     |
| 0     | 85 a 89 | 4     |
| 0     | 80 a 84 | 4     |
| 4     | 75 a 79 | 0     |
| 12    | 70 a 74 | 16    |
| 4     | 65 a 69 | 12    |
| 12    | 60 a 64 | 4     |
| 0     | 55 a 59 | 8     |
| 8     | 50 a 54 | 0     |
| 8     | 45 a 49 | 4     |
| 8     | 40 a 44 | 16    |
| 32    | 35 a 39 | 20    |
| 8     | 30 a 34 | 8     |
| 0     | 25 a 29 | 4     |
| 12    | 20 a 24 | 0     |
| 0     | 15 a 19 | 12    |
| 24    | 10 a 14 | 12    |
| 0     | 5 a 9   | 12    |
| 8     | 0 a 4   | 4     |

## Economia
El 2007 la població en edat de treballar era de 204 persones, 140 eren actives i 64 eren inactives. De les 140 persones actives 133 estaven ocupades (71 homes i 62 dones) i 7 estaven aturades (2 homes i 5 dones). De les 64 persones inactives 21 estaven jubilades, 21 estaven estudiant i 22 estaven classificades com a «altres inactius».

### Ingressos
El 2009 a Saint-Beauzire hi havia 123 unitats fiscals que integraven 311 persones, la mediana anual d'ingressos fiscals per persona era de 14.133 €.

### Activitats econòmiques
Dels 9 establiments que hi havia el 2007, 2 eren d'empreses de fabricació d'altres productes industrials, 1 d'una empresa de construcció, 1 d'una empresa de comerç i reparació d'automòbils, 1 d'una empresa de transport, 2 d'empreses d'hostatgeria i restauració, 1 d'una empresa de serveis i 1 d'una empresa classificada com a «altres activitats de serveis».
Dels 2 establiments de servei als particulars que hi havia el 2009, 1 era un taller de reparació d'automòbils i de material agrícola i 1 fusteria.
L'any 2000 a Saint-Beauzire hi havia 18 explotacions agrícoles que ocupaven un total de 924 hectàrees.

## Equipaments sanitaris i escolars
El 2009 hi havia una escola elemental.

## Poblacions més properes
El següent diagrama mostra les poblacions més properes.